# Diapheromeridae
Diapheromeridae är en familj av insekter. Diapheromeridae ingår i ordningen Phasmida, klassen egentliga insekter, fylumet leddjur och riket djur. Enligt Catalogue of Life omfattar familjen Diapheromeridae 1184 arter. 

## Dottertaxa till Diapheromeridae, i alfabetisk ordning[1]
- Acacus
- Acanthoderus
- Acanthophasma
- Adelungella
- Alienobostra
- Anarchodes
- Anasceles
- Asceles
- Aschiphasmodes
- Asteliaphasma
- Asystata
- Austrosipyloidea
- Bacteria
- Bactricia
- Bactrododema
- Baculofractum
- Bostra
- Burria
- Calvisia
- Calynda
- Candovia
- Caribbiopheromera
- Centrophasma
- Charmides
- Clonaria
- Clonistria
- Cornicandovia
- Dematobactron
- Diacanthoidea
- Diangelus
- Diapheromera
- Diardia
- Diesbachia
- Dubiophasma
- Dyme
- Exocnophila
- Galactea
- Gargantuoidea
- Gharianus
- Globocalynda
- Gratidiinilobus
- Hemipachymorpha
- Hemiplasta
- Hemisosibia
- Ladakhomorpha
- Lamachodes
- Leprocaulinus
- Leptynia
- Libethra
- Libethroidea
- Linocerus
- Litosermyle
- Lobolibethra
- Lobonecroscia
- Lopaphus
- Loxopsis
- Macellina
- Malandella
- Manomera
- Maransis
- Marmessoidea
- Megalophasma
- Megaphasma
- Meionecroscia
- Mesaner
- Micadina
- Micrarchus
- Miniphasma
- Moritasgus
- Necroscia
- Neoclides
- Neososibia
- Nescicroa
- Niveaphasma
- Ocnophila
- Ocnophiloidea
- Oncotophasma
- Oreophoetes
- Oreophoetophasma
- Orthonecroscia
- Orxines
- Otraleus
- Oxyartes
- Pachymorpha
- Pachyscia
- Paracalynda
- Paraclonistria
- Paradiacantha
- Paragongylopus
- Paraloxopsis
- Paramenexenus
- Paranecroscia
- Paraphanocles
- Paraprosceles
- Parasinophasma
- Parasipyloidea
- Parasosibia
- Parastheneboea
- Parocnophila
- Paroxyartes
- Phaenopharos
- Phanocles
- Phanocloidea
- Phantasca
- Phthoa
- Platysosibia
- Pomposa
- Pseudobactricia
- Pseudoceroys
- Pseudoclonistria
- Pseudodiacantha
- Pseudopromachus
- Pseudosermyle
- Pterolibethra
- Rhamphosipyloidea
- Rugosolibethra
- Sceptrophasma
- Scionecra
- Sermyle
- Sinophasma
- Sipyloidea
- Sosibia
- Spinopeplus
- Spinosipyloidea
- Spinotectarchus
- Syringodes
- Tagesoidea
- Tectarchus
- Thrasyllus
- Trachythorax
- Trychopeplus
- Wattenwylia
- Zangphasma
- Zehntneria